# Kővágóörs, Veszprém
Kővágóörs  este un sat în districtul Tapolca, județul Veszprém, Ungaria, având o populație de 887 de locuitori (2011). 

## Demografie
Componența etnică a satului Kővágóörs
     Maghiari (93,91%)
     Romi (2,89%)
     Germani (2,59%)
     Necunoscut (0,61%)
     Alții (0,61%)
Componența confesională a satului Kővágóörs
     Romano-catolici (38,11%)
     Fără religie (9,13%)
     Luterani (6,76%)
     Reformați (1,92%)
     Necunoscută (44,08%)
Conform recensământului din 2011, satul Kővágóörs avea 887 de locuitori. Din punct de vedere etnic, majoritatea locuitorilor (93,91%) erau maghiari, existând și minorități de romi (2,89%) și germani (2,59%). Apartenența etnică nu este cunoscută în cazul a 0,61% din locuitori. Nu există o religie majoritară, locuitorii fiind romano-catolici (38,11%), persoane fără religie (9,13%), luterani (6,76%) și reformați (1,92%). Pentru 44,08% din locuitori nu este cunoscută apartenența confesională.